# Arabsko-izraelské války
Arabsko-izraelské války jsou označení pro války provázející arabsko-izraelský konflikt mezi státem Izrael a jeho arabskými sousedy od vyhlášení nezávislosti Izraele 14. května 1948.
Obvykle se tak označuje pět konfliktů:
1. První arabsko-izraelská válka (1948–1949)
2. Sinajská válka – součást Suezské krize (1956)
3. Šestidenní válka (1967)
4. Opotřebovací válka (1967–1970)
5. Jomkipurská válka (1973)

V některých materiálech se může mluvit o čtyřech konfliktech (vynechávají tzv. Opotřebovávací válku) a nebo o sedmi, když navíc přidávají jako šestý konflikt první libanonskou válku (1982) a sedmý konflikt druhou libanonskou válku (2006).

## Pět válek

### První arabsko-izraelská válka
První arabsko-izraelská válka, resp. Válka za nezávislost ze strany Židů a Katastrofa ze strany Arabů: (15. květen 1948 – 20. červenec 1949). Soupeři Izraele: Jordánsko, Egypt, Irák, Libanon, Sýrie, Jemen (omezená účast) a Saúdská Arábie (omezená účast). Stát Izrael byl vyhlášen 14. května 1948. Hned po vzniku byl napaden arabskými státy, jejichž jasně deklarovaným cílem byla naprostá likvidace Izraele. Po počátečních potížích začal Izrael získávat vojenskou převahu (nemalou zásluhu na tom měly i dodávky zbraní z Československa).
Dne 11. června 1948 bylo uzavřeno první příměří, které bylo brzy porušeno. 18. července bylo uzavřeno další, ale zmocněnec OSN hrabě Folke Bernadotte byl zabit sionisty a válka vypukla nanovo. V této době již Izrael obsazoval i území, která mu nebyla přisouzena OSN, zmocnil se dokonce Sinajského poloostrova. Na počátku března 1949 Izrael obsadil Negevskou poušť, získal přístup až k Akabskému zálivu s přístavem Ejlat. Od února do července 1949 postupně uzavřel příměří se všemi nepřátelskými státy (jeho existenci ovšem ani jeden neuznal). Izrael obsadil některá území původně určená pro vytvoření arabského státu v Palestině a západní Jeruzalém.

### Druhá arabsko-izraelská válka
Sinajská válka, která byla součástí Suezské krize, započala izraelským útokem na Egypt 29. října 1956 poté, co egyptský prezident Gamál Násir zahájil blokádu izraelského přístavu Ejlát a hlavně znárodnil Suezský průplav, jehož největšími podílníky byli britští a francouzští akcionáři. (Získané finance měly jít na stavbu Asuánské přehrady). Izraelský útok byl podle dohody z 23. října 1956 ze Sèvres podpořen jednotkami Velké Británie a Francie. (Oba státy se svou účastí také snažily upevnit své postavení v arabském světě – vliv mělo britské vyklizení vojenských základen na Sinaji, u Francie se zde odrazila ztráta Maroka a Tuniska, a krizový vývoj v Alžírsku).
Společná akce Izraele, Velké Británie a Francie vyvolala negativní odezvu hlavně USA. Pod jejich vlivem OSN 2. listopadu přijala rezoluci, která vyzývala zúčastněné k ukončení bojových akcí a vyklizení obsazených území. Velká Británie a Francie se stáhly až po hrozbě Moskvy (bombardovat Londýn a Paříž) a hrozbě USA, že zastaví půjčky z Mezinárodního měnového fondu.
Válka skončila rozpačitým výsledkem – pro Francii a Velkou Británii znamenala diplomatický debakl, pro Izrael vítězství, neboť dosáhl svého cíle – likvidace vojenského potenciálu Egypta. Dále obsadil pásmo Gazy a zajistil si nerušený přístup k Akabskému zálivu. Do roku 1957 také držel Sinajský poloostrov. Toto vítězství však bylo výrazně znehodnoceno sblížením Egypta, Jordánska, Sýrie a SSSR.

### Třetí arabsko-izraelská válka

Území obsazená po šestidenní válce: Palestinská území, Golanské výšiny, Východní Jeruzalém a Sinajský poloostrov

Šestidenní válka započala leteckým útokem Izraele na Egypt brzy ráno 5. června 1967. Navzdory tomu je obvykle jakožto agresor uváděn Egypt, neboť Izrael pouze reagoval na to, že Egypt uzavřel pro izraelské lodě Tiranskou úžinu, což i dle nejužšího výkladu mezinárodního práva představovalo jednoznačný válečný akt. Přestože Egypt byl na útok „připraven“ a přispěchaly mu na pomoc další arabské státy (Jordánsko a Sýrie), skončila šestidenní válka zdrcující porážkou arabské koalice. Izraelská armáda pod vedením Mošeho Dajana obsadila Sinajský poloostrov a další jednotky dobyly Jeruzalém, celý Západní břeh Jordánu a Golanské výšiny na hranicích se Sýrií (významné pro svou strategickou polohu; z jejich vrcholků může být ostřelována velká část severu Izraele včetně životně důležitého vodovodu spojujícího severní a jižní část státu).

### Čtvrtá arabsko-izraelská válka
Opotřebovací válka začala 21. října 1967 potopením izraelského torpédoborce Ejlat dvěma raketovými čluny egyptského námořnictva. Pokračovala sériemi lokálních přeshraničních incidentů a výpadů, které však nebyly spojeny s klasickými frontovými boji a obsazováním země. Skončila 7. srpna 1970 se šrámy na obou stranách (přičemž ty arabské byly větší). Na arabské straně se angažovaly zejména Egypt a Jordánsko spolu s arabským obyvatelstvem obsazených území.

### Pátá arabsko-izraelská válka
Jomkipurská válka propukla nečekaným útokem Sýrie a Egypta na Izrael 6. října 1973. Egyptská vojska překročila Suezský průplav a syrská zaútočila na Golanské výšiny. Protiútok izraelské armády proti Egyptu pronikl až na západní břeh Suezského průplavu. Na severu se izraelské obrněné jednotky dostaly téměř na dostřel syrského hlavního města Damašku. Příměří bylo uzavřeno 25. října 1973. V konfliktu se v omezené míře angažovaly též jednotky Iráku. Egypt a Sýrie byly vyzbrojeny Sovětským svazem a dodávky zbraní se při tomto konfliktu ještě zvýšily. Díky americké vojenské podpoře nebyla izraelská armáda poražena.

## Citát
z rozhovoru Johana Galtunga s curyšskou Weltwoche (36/02, 5. 9. 2002):
„…věcně pracovat na řešeních. A to je většinou pro zúčastněné dobrá zpráva, neboť se domnívali, že nejsou žádné alternativy.
- Jako například v Izraeli.

I tady jsou řešení, ale ne bilaterální. Na dvoustranný dialog je tu příliš mnoho nenávisti, utrpení, prolité krve. Taková řešení se dají najít za účasti okolních zemí. Stejně jako kdysi nebylo možné řešení jen mezi Německem a Francií, ale spolu s ostatními evropskými zeměmi to šlo. Odstranit bilaterální nenávist v multilaterálním prostředí. Tento přístup jsem navrhoval už mnohokrát, a zdá se mi, že se pomalu dostává do povědomí. Možná že do pěti let se něco v tomto směru pohne.
- Proč by měl silnější ustoupit?

Protože by jinak zůstal tím ve skutečnosti slabším. Silně jen vypadá…“